# Notropis amabilis
Notropis amabilis är en fiskart som först beskrevs av Charles Frédéric Girard, 1856.  Notropis amabilis ingår i släktet Notropis och familjen karpfiskar. Inga underarter finns listade i Catalogue of Life.